# Juan Alberto Acosta
Juan Alberto Acosta, vollständiger Name Juan Alberto Acosta Silva, (* 8. Mai 1957 oder 8. Juli 1957 in Paysandú) ist ein uruguayischer Fußballspieler.

## Karriere

### Verein
Mittelfeldakteur Acosta begann seine Profikarriere 1972 bei Bella Vista und gehörte dem Verein bis 1980 an. In jenem Jahr wechselte er zum argentinischen Verein Newell’s Old Boys, für den er 1981 25 Ligaspiele in der Primera División Metropolitano und erzielte dabei drei Treffer. 1982 folgte eine Karrierestation bei SD Aucas in Ecuador. In den Spielzeiten 1982/83 und 1983/84 stand er bei Real Madrid unter Vertrag. Dort debütierte er am 29. September 1982 beim 5:2-Sieg in der Recopa gegen Baia Mare mit einem sechsminütigen Kurzeinsatz. Er bestritt anschließend jedoch für die Madrilenen lediglich in der erstgenannten Saison noch eine Ligapartie (kein Tor). Dies war die Begegnung am 12. Dezember 1982 gegen Las Palmas, als er von Trainer Alfredo Di Stéfano in die Startaufstellung beordert, in der 64. Spielminute jedoch gegen Fraile ausgewechselt wurde. In der Saison 1983/84 wechselte er zu Rayo Vallecano in die Segunda División. Dort kam er erstmals am 22. Januar 1984 gegen Algeciras zum Einsatz. In der Folgezeit absolvierte er bis Saisonende insgesamt 17 Ligapartien (drei Tore) und zwei Spiele (kein Tor) in der Copa de la Liga der Segunda División. Schließlich kehrte er nach Südamerika zurück und gehörte 1984 der Mannschaft Nacional Montevideos, in der ersten Jahreshälfte 1985 den Montevideo Wanderers und 1985 bis 1986 dem argentinischen Klub CA Colón an. 1986 spielte er anschließend für den Club Atlético Peñarol, der in jenem Jahr Uruguayischer Meister wurde. In den Jahren 1990, 1992 und 1993 stand er erneut im Kader Bella Vistas in der Primera División. Mit der Mannschaft des Klubs gewann er 1990 erneut die Landesmeisterschaft.

### Erfolge
- Uruguayischer Meister: 1986, 1990